# Lista över byggnadsminnen i Norrbottens län
Här följer en förteckning över byggnadsminnen i Norrbottens län.

## Arjeplogs kommun
| Namn | Ursprunglig funktion | Byggår | Arkitekt | Plats | Läge | Anläggnings-ID | Bild |
| ---- | -------------------- | ------ | -------- | ----- | ---- | -------------- | ---- |

## Arvidsjaurs kommun
| Namn                                                          | Ursprunglig funktion                  | Byggår              | Arkitekt | Plats              | Läge                 | Anläggnings-ID | Bild                                    |
| ------------------------------------------------------------- | ------------------------------------- | ------------------- | -------- | ------------------ | -------------------- | -------------- | --------------------------------------- |
| Hängengården (Glommersträsk 2:51)                             | Bondgård (4 byggnader)                | 1810                |          | Glommersträsk      | 65.26229, 19.62444   |                | Ladda upp en till bild av denna byggnad |
| Lappstaden i Arvidsjaur (Arvidsjaur 6:3; f.d. kyrkostaden1:1) | Kyrkstad,Lappstad (86 byggnader)      | 1826                |          | Arvidsjaur         | 65.59643, 19.17101   |                | Ladda upp en till bild av denna byggnad |
| Nils Johan Larssons dalplats (Lomträskvattnet 1:1)            | Skogsarbetarförläggning (2 byggnader) | 1929 eller tidigare |          | Moskosel           | 65.86573, 19.56702   |                | Ladda upp en bild av denna byggnad      |
| Torpet Granberget (Allmänningsskogen S:1)                     | Torp,Dagsverkstorp (9 byggnader)      | 1860-talet          |          | Utanför Arvidsjaur | 65.65543, 19.42288   |                | Ladda upp en bild av denna byggnad      |
| Gården Fristad (Fristad 1:30)                                 | Bondgård (14 byggnader)               | 1890-talet          |          | Utanför Arvidsjaur | 65.374074, 19.105436 |                | Ladda upp en bild av denna byggnad      |

## Bodens kommun
| Namn                                                      | Ursprunglig funktion                   | Byggår           | Arkitekt | Plats    | Läge               | Anläggnings-ID | Bild                                    |
| --------------------------------------------------------- | -------------------------------------- | ---------------- | -------- | -------- | ------------------ | -------------- | --------------------------------------- |
| Artilleriregementet A8 (Boden 1:129 och 57:36)            | Kasernetablissemang (21 byggnader)     | 1908             |          | Boden    | 65.80437, 21.67751 |                | Ladda upp en till bild av denna byggnad |
| Vittjärv, sommarstugan (Vittjärv 3:60)                    | Fritidshus,Sommarvilla (6 byggnader)   | 1925             |          | Vittjärv | 65.84751, 21.55785 |                | Ladda upp en bild av denna byggnad      |
| Bebyggelsen på Laxholmen (Edefors 3:2)                    | Fiskeplats (8 byggnader)               | 1700-talets mitt |          | Edefors  | 66.21981, 20.85371 |                | Ladda upp en bild av denna byggnad      |
| Bodens fästning (Boden 1:129 m fl)                        | Kasernetablissemang (8 byggnader)      | 1900             |          | Boden    | 65.81788, 21.68840 |                | Ladda upp en till bild av denna byggnad |
| Bodens garnison (Boden 57:8, 57:11)                       | Kasernetablissemang (7 byggnader)      | 1907             |          | Boden    | 65.82757, 21.65140 |                | Ladda upp en till bild av denna byggnad |
| Boden järnvägsstation (Boden 56:40; f.d. Järnvägen 100:1  | Järnvägsstation (1 byggnad)            | 1894             |          | Boden    | 65.82882, 21.70762 |                | Ladda upp en till bild av denna byggnad |
| Fd. Tygstationen i Boden (Trångforsområdet) (Boden 2:124) | Kasernetablissemang (8 byggnader)      | 1906             |          | Boden    | 65.82874, 21.62824 |                | Ladda upp en bild av denna byggnad      |
| Harads fd. ålderdomshem (Harads 7:23)                     | Äldreboende,Ålderdomshem (2 byggnader) | 1931             |          | Harads   | 66.07292, 20.98207 |                | Ladda upp en bild av denna byggnad      |

1. Engelska kanalen (Sverige)[källa behövs]

## Gällivare kommun
| Namn | Ursprunglig funktion | Byggår | Arkitekt | Plats | Läge | Anläggnings-ID | Bild |
| ---- | -------------------- | ------ | -------- | ----- | ---- | -------------- | ---- |

## Haparanda kommun
| Namn                                              | Ursprunglig funktion        | Byggår | Arkitekt         | Plats     | Läge               | Anläggnings-ID | Bild                                    |
| ------------------------------------------------- | --------------------------- | ------ | ---------------- | --------- | ------------------ | -------------- | --------------------------------------- |
| Forslundsgården i Vojakkala (Nedre Vojakkala 1:1) | Bondgård (7 byggnader)      | 1846   |                  | Vojakkala | 65.91703, 24.09828 |                | Ladda upp en bild av denna byggnad      |
| Haparanda stationshus (Järnvägen 100:1)           | Järnvägsstation (1 byggnad) | 1917   | Folke Zettervall | Haparanda | 65.82814, 24.13113 |                | Ladda upp en till bild av denna byggnad |

1. Gamla tingshuset[källa behövs]

## Jokkmokks kommun
| Namn                                                                                  | Ursprunglig funktion            | Byggår | Arkitekt | Plats       | Läge               | Anläggnings-ID | Bild                                    |
| ------------------------------------------------------------------------------------- | ------------------------------- | ------ | -------- | ----------- | ------------------ | -------------- | --------------------------------------- |
| Armébatteriet Bomyrberget (Victoriafortet) (Vuollerim 37:1)                           | Kasernetablissemang (1 byggnad) | 1963   |          | Vuollerim   | 66.41790, 20.61279 |                | Ladda upp en till bild av denna byggnad |
| Bio Norden (Jokkmokk 9:8; f.d. Gästgivaren 1:35)                                      | Biograf (1 byggnad)             | 1935   |          | Jokkmokk    | 66.60701, 19.83289 |                | Ladda upp en till bild av denna byggnad |
| Porjus gamla kraftverk (Porjus 1:164)                                                 | Kraftverk (1 byggnad)           | 1915   |          | Porjus      | 66.95435, 19.79598 |                | Ladda upp en till bild av denna byggnad |
| Vaisaluokta kyrkkåta (Jokkmokks kronoöverloppsmark 17:1)                              | Kyrka (5 byggnader)             | 1947   |          | Vaisaluokta | 67.67609, 17.26685 |                | Ladda upp en till bild av denna byggnad |
| Axel Hambergs forskarhyddor i Sareks nationalpark (Jokkmokks kronoöverloppsmark 17:3) | Övernattningsställe             | 1914   |          | Sarek       | koordinater saknas |                | Ladda upp en till bild av denna byggnad |

## Kalix kommun
| Namn                                                      | Ursprunglig funktion   | Byggår     | Arkitekt | Plats   | Läge               | Anläggnings-ID | Bild                                    |
| --------------------------------------------------------- | ---------------------- | ---------- | -------- | ------- | ------------------ | -------------- | --------------------------------------- |
| Englundsgården (Kalix 6:29; f.d. stadsägorna 317 och 318) | Bondgård (7 byggnader) | 1700-talet |          | Kalix   | 65.84017, 23.18545 |                | Ladda upp en till bild av denna byggnad |
| Malörens fyrplats (Malören 1:1)                           | Fyrplats (1 byggnad)   | 1851       |          | Malören | 65.52808, 23.55698 |                | Ladda upp en till bild av denna byggnad |

## Kiruna kommun
| Namn                                                                           | Ursprunglig funktion                        | Byggår | Arkitekt              | Plats                                                               | Läge               | Anläggnings-ID | Bild                                    |
| ------------------------------------------------------------------------------ | ------------------------------------------- | ------ | --------------------- | ------------------------------------------------------------------- | ------------------ | -------------- | --------------------------------------- |
| Abisko östra station (Jukkasjärvi bandel 100:18; f.d. 100:1)                   | Järnvägsstation (2 byggnader)               | 1914   |                       | Abisko                                                              | 68.34926, 18.82929 |                | Ladda upp en till bild av denna byggnad |
| Hjalmar Lundbohmsgården (Fjällrosen 1)                                         | Bostadshus (3 byggnader)                    | 1895   |                       | Kiruna                                                              | 67.84764, 20.22283 |                | Ladda upp en till bild av denna byggnad |
| Hyresfastigheten "Jerusalem" (Bolaget 11:1)                                    | Bostadshus,Flerbostadshusområde (1 byggnad) | 1927   | Artur von Schmalensee | Kiruna                                                              | 67.84579, 20.23221 |                | Ladda upp en till bild av denna byggnad |
| Kiruna järnvägsstation (Jukkasjärvi bandel 100:1; f.d. Jukkasjärvi bandel 1:1) | Järnvägsstation (1 riven byggnad)           | 1915   |                       | Kiruna                                                              | 67.85492, 20.21580 |                | Ladda upp en till bild av denna byggnad |
| Gamla stadshuset, Kiruna (Tätörten 3)                                          | Stadshus,Tingshus (1 riven byggnad)         | 1963   |                       | Kiruna                                                              | 67.85256, 20.22233 |                | Ladda upp en till bild av denna byggnad |
| Malmbanan (Jukkasjärvi bandel 100:1 (del av))                                  | Järnvägsanläggning (17 byggnader)           | 1902   |                       | Riksgränsen, Kopparåsen, Tornehamn, Abisko, Kaisepakte, Torneträsk, | 68.34829, 18.93971 |                | Ladda upp en till bild av denna byggnad |

## Luleå kommun
| Namn                                                  | Ursprunglig funktion                     | Byggår | Arkitekt | Plats     | Läge                | Anläggnings-ID | Bild                                    |
| ----------------------------------------------------- | ---------------------------------------- | ------ | -------- | --------- | ------------------- | -------------- | --------------------------------------- |
| Residenset i Luleå (Kungsfågeln 3)                    | Residens (4 byggnader)                   | 1856   |          | Luleå     | 65.58250, 22.13441  |                | Ladda upp en till bild av denna byggnad |
| Bergströmska gården (Sparven 6 och 16)                | Borgargård,Handelsgård (5 byggnader)     | 1826   |          | Luleå     | 65.58239, 22.14445  |                | Ladda upp en till bild av denna byggnad |
| Fd. Fängelset Vita Duvan (Biet 1; f.d. Kungsfågeln 3) | Kriminalvårdsanstalt (1 byggnad)         | 1855   |          | Luleå     | 65.58096, 22.13447  |                | Ladda upp en till bild av denna byggnad |
| Gamla Hamnkranen (Innerstaden 2:1)                    | Hamn (1 byggnad)                         | 1950   |          | Luleå     | 65.57978, 22.15224  |                | Ladda upp en till bild av denna byggnad |
| Karlshälls massamagasinen (Karlsvik 1:1)              | Industrianläggning (2 byggnader)         | 1913   |          | Luleå     | 65.60659, 22.06933  |                | Ladda upp en till bild av denna byggnad |
| Pontusbadet (Bävern 1)                                | Badhus (2 byggnader)                     | 1957   |          | Luleå     | 65.58889, 22.14973  |                | Ladda upp en till bild av denna byggnad |
| Rödkallens fyr och fyrvaktarbostad (Rödkallen 2:1)    | Fyrplats (4 byggnader)                   | 1872   |          | Rödkallen | 65.31755, 22.36113  |                | Ladda upp en till bild av denna byggnad |
| Kurirenhuset (Gåsen 13)                               | Kontor, Tryckeri, Bostadshus (1 byggnad) | 1889   |          | Luleå     | 65.345505, 22.85009 |                | Ladda upp en till bild av denna byggnad |

1. Folkets Hus[källa behövs]

## Pajala kommun
| Namn                            | Ursprunglig funktion                        | Byggår | Arkitekt | Plats  | Läge               | Anläggnings-ID | Bild                                    |
| ------------------------------- | ------------------------------------------- | ------ | -------- | ------ | ------------------ | -------------- | --------------------------------------- |
| Laestadiusmuseet (Pajala 14:49) | Boställe,Prästgård,Bostadshus (2 byggnader) | 1860   |          | Pajala | 67.21069, 23.37928 |                | Ladda upp en till bild av denna byggnad |

## Piteå kommun
| Namn                                                         | Ursprunglig funktion                     | Byggår | Arkitekt | Plats   | Läge               | Anläggnings-ID | Bild                                    |
| ------------------------------------------------------------ | ---------------------------------------- | ------ | -------- | ------- | ------------------ | -------------- | --------------------------------------- |
| Fd. Rådhuset i Piteå (Stadsvapnet 6)                         | Rådhus (1 byggnad)                       | 1837   |          | Piteå   | 65.31614, 21.48301 |                | Ladda upp en till bild av denna byggnad |
| Järnvägsbron över Piteälven vid Sikfors (Sikfors 100:8)      | Bro,Järnvägsbro (1 byggnad)              | 1914   |          | Sikfors | 65.53444, 21.21035 |                | Ladda upp en till bild av denna byggnad |
| Jävre turiststation (Jävre 52:1)                             | Turistbyrå och turiststation (1 byggnad) | 1966   |          | Jävre   | 65.14210, 21.50537 |                | Ladda upp en till bild av denna byggnad |
| Sikfors kraftverk (Sikfors 3:31), SIKFORS GAMLA KRAFTSTATION | Kraftverk (2 byggnader)                  | 1912   |          | Sikfors | 65.52958, 21.20864 |                | Ladda upp en till bild av denna byggnad |

## Älvsbyns kommun
| Namn                                   | Ursprunglig funktion   | Byggår | Arkitekt | Plats   | Läge               | Anläggnings-ID | Bild                               |
| -------------------------------------- | ---------------------- | ------ | -------- | ------- | ------------------ | -------------- | ---------------------------------- |
| Jägmästarkontoret i Älvsbyn (Skogen 1) | Bostadshus (1 byggnad) | 1894   |          | Älvsbyn | 65.67023, 21.01370 |                | Ladda upp en bild av denna byggnad |

## Överkalix kommun
| Namn                                | Ursprunglig funktion       | Byggår     | Arkitekt | Plats    | Läge               | Anläggnings-ID | Bild                                    |
| ----------------------------------- | -------------------------- | ---------- | -------- | -------- | ------------------ | -------------- | --------------------------------------- |
| Martingården (Nybyn 4:9)            | Bondgård (9 byggnader)     | 1805       |          | Nybyn    | 66.36845, 22.84151 |                | Ladda upp en till bild av denna byggnad |
| Rikti-Dockas nybygge (Törefors 3:3) | Nybyggargård (9 byggnader) | 1850-talet |          | Kölmjärv | 66.42068, 22.01779 |                | Ladda upp en till bild av denna byggnad |

## Övertorneå kommun
| Namn                                               | Ursprunglig funktion | Byggår | Arkitekt | Plats      | Läge               | Anläggnings-ID | Bild                                    |
| -------------------------------------------------- | -------------------- | ------ | -------- | ---------- | ------------------ | -------------- | --------------------------------------- |
| Biografen Röda Kvarn, Övertorneå (Matarengi 11:16) | Biograf (1 byggnad)  | 1914   |          | Övertorneå | 66.38855, 23.65833 |                | Ladda upp en till bild av denna byggnad |